# Galtica venosa
Galtica venosa är en fjärilsart som beskrevs av August Busck 1914. Galtica venosa ingår i släktet Galtica och familjen stävmalar. Inga underarter finns listade i Catalogue of Life.